# Kasteel Rapola

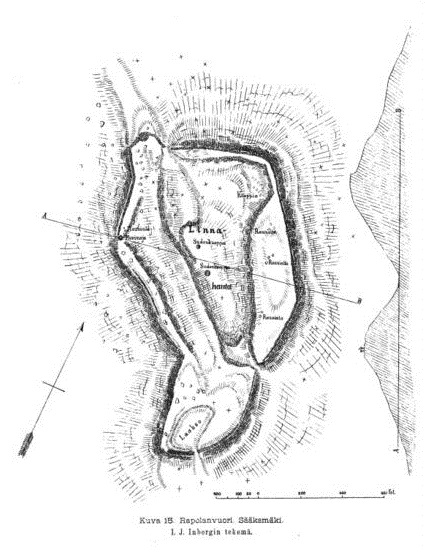
Plattegrond van het kasteel

Kasteel Rapola  (Fins:Rapolan linnavuori) is een kasteelruïne in de Finse gemeente Valkeakoski. De kasteelmuur van 58.000 vierkante meter maakt het een van de grootste heuvelforten in Finland. Het kasteel was vermoedelijk in gebruik van de 13e eeuw tot de 15e eeuw om het dorp te beschermen tegen invallen van de Zweden en de Republiek Novgorod. Hoewel uit opgravingen blijkt dat het fort daarvoor al in een vorm bestond. Volgens een Katholieke bron uit 1304 was de koning van Rapola een van de onderdanen die weigerde belasting te betalen aan de kerk. In de omgeving van het fort zijn de vroegste tekenen van landbouw in Finland gevonden.